# Heteropsis flexuosa
Heteropsis flexuosa là một loài thực vật có hoa trong họ Ráy (Araceae). Loài này được (Kunth) G.S.Bunting mô tả khoa học đầu tiên năm 1979.